# Bataille de l'Atlantique (1914-1918)
Pour les articles homonymes, voir Bataille de l'Atlantique.
 (mai 2018).
Première Guerre mondiale
Batailles
- Blocus allié de l'Allemagne
- Odensholm (08-1914)
- 1re Heligoland (08-1914)
- Action du 22 septembre 1914
- Falklands (12-1914)
- Dogger Bank (01-1915)
- Gotland (07-1915)
- Golfe de Riga (08-1915)
- Yarmouth et Lowestoft (04-1916)
- Jutland (05-1916)
- Funchal (12-1916)
- Combat entre le Leopard et le HMS Achilles
- Pas-de-Calais (04-1917)
- Combat entre le HMAS Sydney et le LZ92
- Détroit de Muhu (10-1917)
- 2e Heligoland (11-1917)
- Croisière de glace (02/03-1918)
- Zeebruges (04-1918)
- 1er Ostende (04-1918)
- 2e Ostende (05-1918)
- Sabordage allemand à Scapa Flow (06-1919)

Bataille de la mer Noire
- 12 octobre 1914
- Odessa (10-1914)
- Novorossiisk
- Feodosia
- Cap Sarytch
- île Kirpen (1re)
- île Kirpen (2e)

Front d'Europe de l'Ouest
Front italien
Front d'Europe de l'Est
Front des Balkans
Front africain
Front du Moyen-Orient
La Première bataille de l'Atlantique s'est déroulée dans l'Atlantique Nord pendant toute la durée de la Première Guerre mondiale, et a connu un paroxysme en 1917. Elle constitue la première occurrence d'un nouveau type de guerre navale qui surviendra à nouveau lors de la Seconde bataille de l'Atlantique (1939-1945), et qui est caractérisé essentiellement par une relative inactivité des cuirassés, la guerre sous-marine menée par les U-Boote et la formation de convois pour protéger les navires marchands.

## La relative inactivité des cuirassés
Au début de la guerre, aussi bien la Royal Navy que la Kaiserliche Marine attribuaient un rôle prépondérant aux cuirassés. La Grand Fleet britannique, la plus puissante du monde, espérait couler la Hochseeflotte, la flotte allemande, en une seule bataille décisive. Cette dernière, consciente de son désavantage, se réfugia et se barricada dans ses ports lourdement protégés.
Mais la Royal Navy ne contrôlait pas pour autant la mer du Nord, du moins pas à partir de septembre 1914, où les U-Boote coulèrent quatre croiseurs britanniques. Le U-9 torpilla à lui seul trois croiseurs le 22 septembre 1914 : le HMS Aboukir, le HMS Hogue, et le HMS Cressy. Les Britanniques durent donc adopter la même stratégie que les Allemands et barricader leurs escadres de cuirassés. La bataille entre les deux marines ne se déroulait que par petites unités interposées. Les escadres de surface, jadis armes traditionnelles de l'offensive, étaient contraintes à la défensive et n'effectuaient que des sorties rapides à la trajectoire aléatoire afin d'éviter d'être interceptées par les U-Boote. Elles avaient essentiellement un rôle dissuasif, leur seule existence constituant une menace pour l'ennemi, qui l'obligeait à mobiliser des moyens importants pour s'en protéger.

## Pourquoi une guerre sous-marine?

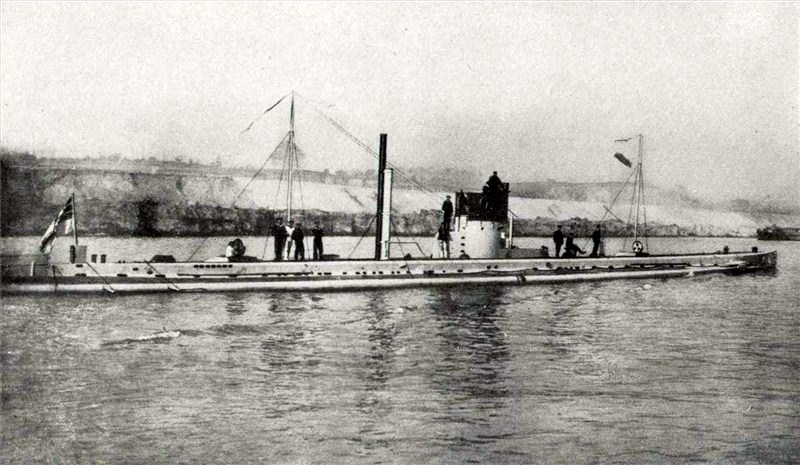
Le U-9 allemand qui le 22 septembre 1914 a coulé 3 croiseurs britanniques

Dès le début de la guerre, l'Allemagne fut soumise au blocus allié ; incapable d'imposer une telle mesure à ses adversaires, l'Allemagne choisit en représailles de s'en prendre au commerce maritime allié. Cette guerre de course nécessitait la destruction des navires marchands approvisionnant les ports alliés.
La position géographique de l'Allemagne ne lui donnait qu'un accès restreint à l'océan. Ainsi, son commerce maritime avec l'outre-mer était contraint de transiter aux environs du Royaume-Uni, ce qui permettait à la Royal Navy (et au Royal Naval Air Service) d'intercepter facilement ce trafic. De plus, les navires corsaires allemands avaient un accès difficile à l'océan Atlantique, où se faisait l'essentiel du trafic britannique. Contrairement au Royaume-Uni, puissance maritime, l'Allemagne était une puissance continentale : sa flotte de surface ne pouvait pas rivaliser avec la toute puissante Royal Navy et une arme différente s'avérait nécessaire pour mener à bien cette guerre de course. Les U-Boote, petites unités discrètes et bien moins coûteuses que les cuirassés, ont pu parfaitement jouer ce rôle en franchissant facilement les lignes britanniques pour porter la guerre dans l'océan Atlantique.

## Peut-on torpiller des civils?
La mise en œuvre de ce blocus posait tout de même un grave problème moral : peut-on torpiller des civils innocents ? Contrairement à la guerre de surface qui, en accord avec le droit maritime, suppose que les navires marchands soient avisés de l'imminence d'une attaque, ce qui permet à l'équipage de gagner les canots de sauvetage, la guerre sous-marine repose sur des attaques par surprise, l'agresseur restant invisible. La Kaiserliche Marine était partisane des attaques sans préavis, mais les politiques étaient beaucoup plus réticents car ils craignaient les incidents, notamment ceux qui pourraient entrainer l'entrée en guerre des États-Unis. Le plus important fut le drame du paquebot Lusitania le 7 mai 1915, où périrent 1 200 passagers, dont 128 ressortissants américains, et qui déclencha une vague mondiale d'indignation et de sérieuses conséquences diplomatiques. Le chancelier Theobald von Bethmann Hollweg alla jusqu'à déclarer : « Je refuse de placer le sort du Reich entre les mains d'un commandant de U-Boot ».
L'empereur Guillaume II, d'abord réticent à la guerre sous-marine, se rangea finalement à l'avis des militaires en janvier 1917 et ordonne le lancement de la guerre sous-marine à outrance.

## Les navires-leurres
Il n'existait que peu d'armes anti-sous-marines pour détecter et attaquer les U-Boote. Parmi toutes les idées, avait germé celle de les prendre au piège. Si on lui offrait une cible facile, trop petite pour justifier l'usage d'une torpille, il était probable que le U-Boot ferait surface pour la détruire au canon. Le navire-Q pouvait alors dévoiler sa propre artillerie et couler l'imprudent.
Sous ce vocable mystérieux de « Navires-Q », se cachent des bateaux-pièges (en anglais Q-ships). Les Britanniques les mettront en œuvre dès 1915. Les Français les imiteront l'année suivante.

## Historique de la guerre sous-marine

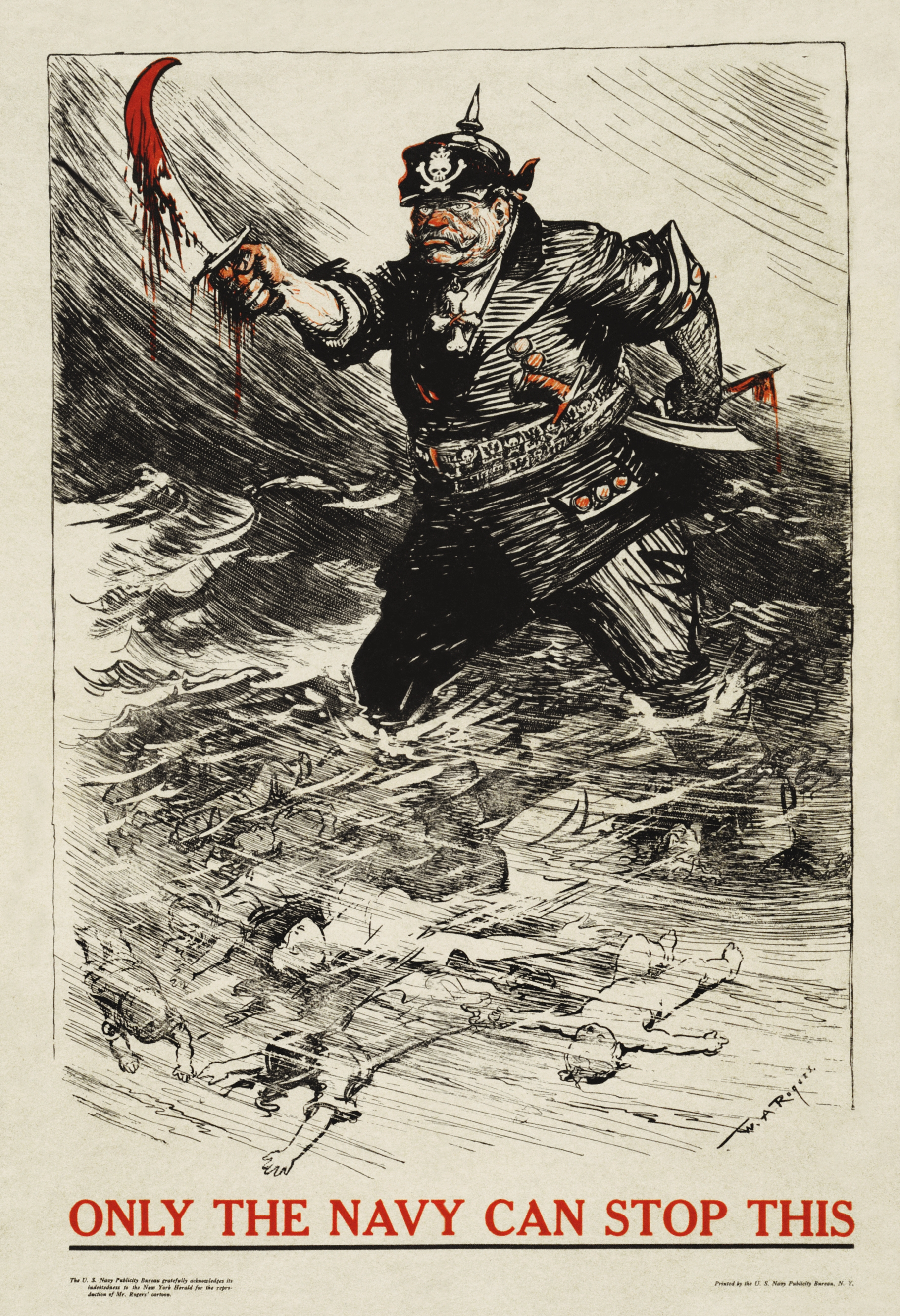
Affiche de recrutement de l'United States Navy en 1917.

Les U-Boote furent lancés dans une guerre sous-marine « totale » (sans distinction de la nationalité du navire, et sans faire de différence entre navires civils et militaires) au début de la guerre. Le 22 septembre 1914, le U-9 torpille trois croiseurs britanniques en mer du Nord. En mai 1915, le U-20 coula le paquebot Lusitania. Des 1 195 personnes qui périrent à la suite de ce torpillage, 128 étaient des civils américains, dont un célèbre producteur de théâtre et un membre de la famille Vanderbilt. Cet événement provoqua une forte hostilité de l'opinion publique américaine envers l'Allemagne. Le président américain Woodrow Wilson menace l'Allemagne et exige réparation. Pour éviter que les États-Unis ne lui déclarent la guerre, l'Allemagne suspend sa guerre sous-marine. Le 10 avril 1916, le Haakon VII est torpillé par un sous-marin allemand, mais parvient à rentrer à bon port.
Toutefois, l'Allemagne annonça près de deux ans plus tard, le 31 janvier 1917, que ses U-Boote engageaient à nouveau une guerre sous-marine totale, sans considération de pavillon. L'opinion américaine ayant entre-temps évolué dans un sens plus favorable à l'entrée en guerre des États-Unis, cette décision fut considérée comme une véritable déclaration de guerre par les Américains. Ce fut un facteur déterminant dans l'entrée en guerre des États-Unis aux côtés des alliés le 6 avril suivant.
La technologie fait d'immenses progrès et en 1918, les sous-marins ont atteint un niveau technologique proche de celui atteint en 1940. La classe U-139 (en) fait ainsi 2 000 tonnes et plonge à 75 mètres.
Sur les 345 U-Boote opérant durant la Première Guerre mondiale, 274 U-Boote coulèrent 6 394 navires marchands représentant 12 800 733 tonneaux et une centaine de navires de guerre représentant 366 490 tonnes.
229 ont été perdus dont 178 en opérations et sur 13 000 officiers et matelots ayant servi dans les U-Boote, 515 officiers et 4 849 marins ont trouvé la mort au combat, soit 40 % des effectifs.
Le plus grand « as » sous-marin de tous les temps est le kapitänleutnant Lothar von Arnauld de La Perière avec 453 700 tonnes coulées durant ce conflit.

### Sources et bibliographie
- (en) Cet article est partiellement ou en totalité issu de l’article de Wikipédia en anglais intitulé « Q-ship » (voir la liste des auteurs).
- Adolphe-Auguste Lepotier, Bateaux-pièges, Paris, Éditions France-Empire, 1964
- Maurice Guierre, Bataille de l'Atlantique, la victoire des convois, Paris, Éditions J'ai lu (no A177), 1967
- Paul Chack, Marins à la bataille, t. 4, Paris, Éditions du Gerfaut, 2002, 399 p. (ISBN 2-901196-53-5, présentation en ligne)
- Jean-Philippe Dallies-Labourdette, Les U-Boote du Kaiser, Paris, Histoire & Collections, 2009, 192 p. (ISBN 978-2-913903-95-1)
- François-Emmanuel Brézet, La guerre sous-marine allemande, 1914-1945, Perrin, 2017, 400 p.